# Mátyás Mátyás
Mátyás Mátyás (Borszék, 1888 – Marosvásárhely, 1956. december 31.) erdélyi magyar sebész orvos, orvosi szakíró.

## Életútja
Középiskolát Brassóban és Kolozsvárt végzett, a Ferenc József Tudományegyetemen szerzett orvosi diplomát (1910). Pályáját a kolozsvári egyetem bőrgyógyászati és nőgyógyászati klinikáján kezdte, 1919-ben egy ideig vezette a sebészeti klinikát. Miután megfosztották az egyetemi pályafutás folytatásának lehetőségétől, maga alapított szanatóriumot, biztosítva benne a rádiumterápia lehetőségeit is. Tagja volt a Paul Ehrlich Orvostudományi Egyesületnek. 
1945-ben nőgyógyászati előadásokat tartott a Bolyai Tudományegyetemen, majd 1948-ban átvette és élete végéig vezette a marosvásárhelyi Marosvásárhelyi Orvosi és Gyógyszerészeti Egyetem sebészeti tanszékét.

## Munkássága
Közel 100 tudományos előadást tartott, ill. dolgozatot közölt a hasi sebészet tárgyköréből, a műtét utáni trombózisokról és embóliáról, a gyomorműtétek utókezeléséről, a hasi és nemiszervek tbc-jéről, a terhesség során fellépő rákról. Dolgozatai az Erdélyi Orvosi Lap, a budapesti Gyógyászat, Tudomány és Haladás, valamint az Archiv für klinische Chirurgie, Zentralblatt für Gynäkologie és más szakfolyóiratok hasábjain jelentek meg. Az Orvostudományi Társaság marosvásárhelyi fiókjának rendszeres előadója. Az orvosi ismeretek népszerűsítésére színművet is írt.

## Kötetei

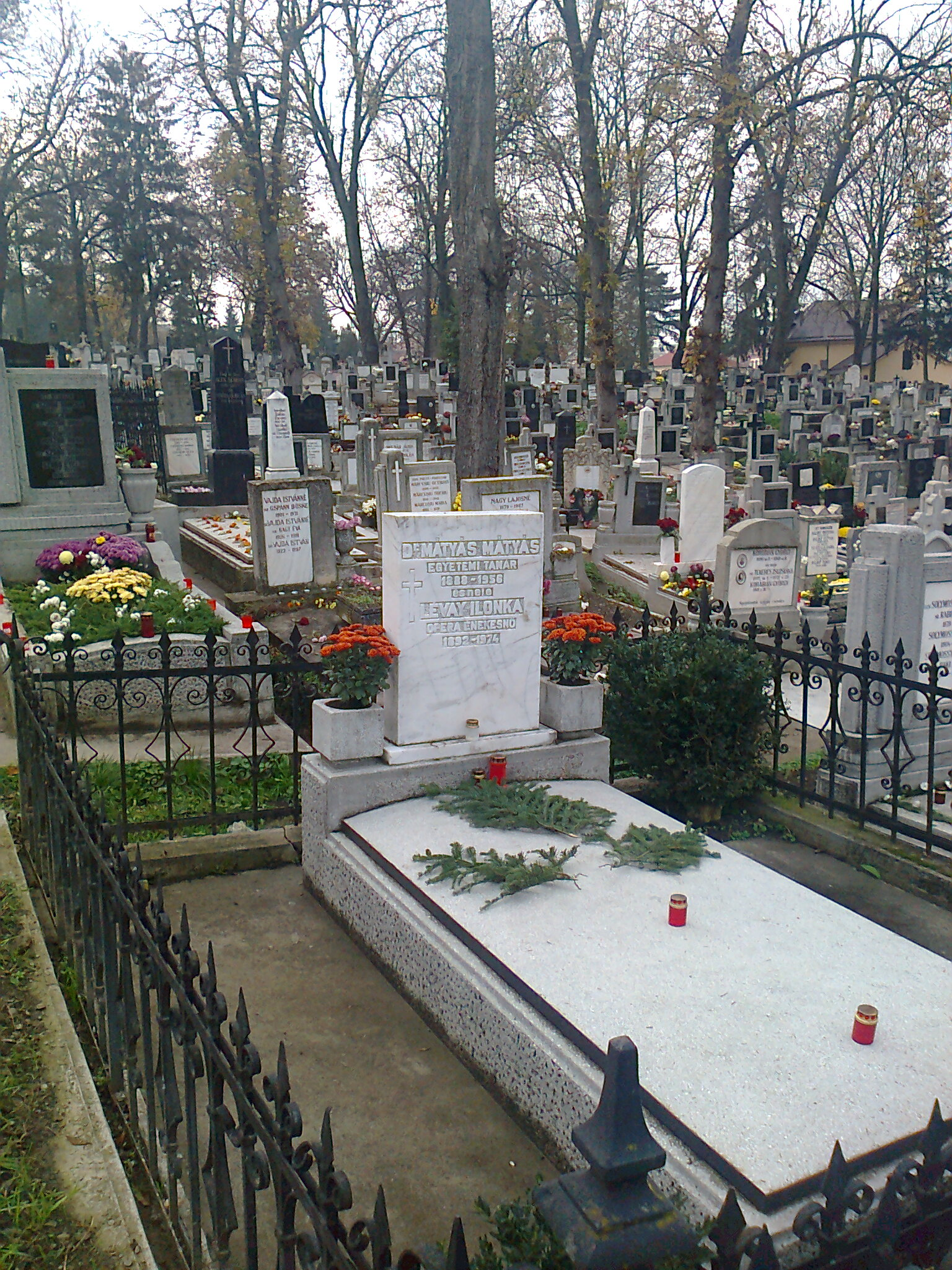
Sírja a kolozsvári Házsongárdi temetőben

- Kórházi életkép (színmű, Marosvásárhely, 1949);
- Sebészet (Marosvásárhely, 1950);
- Az általános sebészet alapvonalai (egyetemi jegyzet, Marosvásárhely, 1950);
- Általános sebészeti pathologia és sebészeti propedeutika (egyetemi jegyzet, Marosvásárhely, 1953);
- Részletes sebészet: a szívburok, a szív és a nagy erek sebészete (egyetemi jegyzet, Marosvásárhely, 1954);
- A hasüreg sebészete (egyetemi jegyzet, Marosvásárhely, 1956).

## Társasági tagság
- A kolozsvári Paul Ehrlich Orvostudományi Egyesület alapító tagja.